# The Bureau: XCOM Declassified
The Bureau: XCOM Declassified ist ein taktischer Third-Person-Shooter innerhalb der Computerspielreihe XCOM. Es war zusammen mit XCOM: Enemy Unknown Teil des Reboots der Reihe durch den neuen Rechteinhaber 2K Games. The Bureau wurde von 2Ks Tochterunternehmen 2K Marin entwickelt und am 23. August 2013 veröffentlicht.

## Handlung
Die Handlung des Spiels steht im Einklang mit der des parallel von Firaxis entwickelten Strategiespiels XCOM: Enemy Unknown und erzählt eine Ursprungsgeschichte der für die Reihe namensgebenden Extraterrestrial Combat Unit (XCOM). Zur Hochzeit des Kalten Krieges im Jahr 1962 tritt deren Vorgängerorganisation, The Bureau genannt, zunächst mit dem Ziel an, die Operationen des sowjetischen Klassenfeindes zu überwachen. Schnell stellt sich jedoch heraus, dass technisch überlegene Invasoren aus dem Weltraum es auf die Erde abgesehen haben.

## Spielprinzip
Anders als frühere Titel der Reihe handelt es sich bei The Bureau um einen Taktik-Shooter im Stile eines Rainbow Six oder Full Spectrum Warrior, ergänzt um Elemente aus der Strategieserie. So kann der Spieler den computergesteuerten Mitgliedern der Kampfeinheit während des Kampfes Befehle erteilen. Für die Mitglieder des Teams gilt zudem Permadeath.

## Entwicklung
Die Entwicklungsphase des Spiels war schleppend und wechselhaft. Mit dem Erwerb der XCOM-Lizenz durch 2K Games im Jahr 2005 begannen die Überlegungen zu einer Wiederbelebung der Reihe. Der Auftrag wurde 2006 an den ebenfalls frisch übernommenen Entwickler Irrational Games mit seinen beiden Studios Boston und Canberra übergeben. Ziel von 2K Games war es, die Marke XCOM zu erneuern, da das Genre der Rundenstrategie nach Angaben des Publishers aus dem Jahr 2011 nicht mehr zeitgemäß sei. Irrational-Gründer Ken Levine galt als Fan der ursprünglichen Titel und die Vorstellung eines zweiten Projekts neben dem noch in Entwicklung befindlichen Bioshock stieß auf positive Resonanz innerhalb des Teams. Das Spiel war zunächst als First-Person-Shooter mit Schleich- und Horror-Elementen konzipiert, wobei zunächst Boston primär für die Einzelspielerkampagne und Canberra für einen Mehrspieler-Modus verantwortlich zeichneten. Mit der Fertigstellung und dem Erfolg von Bioshock beschloss Levine jedoch, die Verantwortung für The Bureau vollständig an Canberra zu übertragen. Beide Studios waren zu diesem Zeitpunkt auch organisatorisch aufgetrennt und als 2K Boston bzw. 2K Australia eigenständige Einheiten innerhalb des 2K-Konzerns geworden. Parallel dazu gründeten ehemalige Mitarbeiter des Studios Boston 2007 mit 2K Marin im kalifornischen Novato ein neues Entwicklerstudio.
Canberra sah in dem Projekt eine Chance, sich mit einem selbstentwickelten Titel ein eigenständiges Profil und Anerkennung innerhalb des Konzerns zu erarbeiten. Zunächst strich das Studio den Mehrspieler-Modus wieder aus dem Konzept und konzentrierte sich auf die Entwicklung einer Einzelspieler-Kampagne. Zwischen 2007 und 2010 wurde das Studio zunächst jedoch mehrfach zur Unterstützung bei den Entwicklungsarbeiten von Boston (Bioshock) und Novato (Bioshock 2) herangezogen. 2010 schließlich erhielt das von Creative Director Jonathan Pelling, Art Director Andrew James und Design Director Ed Orman verantwortete Konzept mit dem Projekttitel X-COM: Enemy Unknown (mit Bindestrich) grünes Licht. Ein 80-köpfiges Team aus Novato sollte Canberra bei den Arbeiten unterstützen, um das Spiel bis 2011 zur Marktreife zu bringen. In dieser Partnerschaft sollte Canberra nun die Einzelspielerkampagne verantworten und Novato den Mehrspieler-Modus entwickeln. Doch die Zusammenarbeit und Kommunikation waren durch die 18-stündige Zeitdifferenz zwischen den Standorten stark erschwert und als Folge daraus entstand kein Team-Gefühl zwischen den beiden Studios.
2010 kündigte 2K Games das Spiel unter dem simplen Titel XCOM für das Folgejahr an. Gleichzeitig teilte der Publisher die Zusammenführung von Canberra und Novato unter der Bezeichnung 2K Marin mit, was von beiden Belegschaften negativ aufgenommen wurden. Canberra fühlte sich seiner Eigenständigkeit beraubt, während das Team Novato unzufrieden mit den Anweisungen aus Australien war und mehr kreative Mitsprache einforderte. Da es sich bereits abzeichnete, dass der von 2K Games anvisierte Veröffentlichungszeitpunkt in der bisherigen Planung nicht einhaltbar war, wurde der Mehrspieler erneut gestrichen und Novato sollte Canberra nun bei der Einzelspieler-Kampagne unterstützen. Gleichzeitig verließen mit James und Orman zwei der leitenden Entwickler sowie weitere Mitarbeiter beider Studios das Unternehmen, unter anderem weil Novatos eigenes Spieleprojekt vorzeitig eingestellt wurde. Die Führungsrollen verschoben sich zunehmend nach Kalifornien – u. a. übernahm Novatos Creative Director Jordan Thomas die Verantwortung für die narrative Handlung – und auch am Spielprinzip wurden deutliche Veränderungen vorgenommen, hin zu einem jetzt teambasierten Missionsdesign. In dieser Zeit wurde die Entscheidung zum Wechsel auf eine Third-Person-Perspektive getroffen. Das führte zu weiteren Verzögerungen im Prozess, da große Teile der Spielumgebungen aufgrund der neuen Kameraführung neu designt werden mussten. Seit der Ankündigung 2010 wurde das Spiel daher wiederholt verschoben.
Das rief zunehmend den Mutterkonzern 2K Games auf den Plan, der das Team in Canberra Ende 2011 vollständig aus dem Projekt entfernte und seinen Entwicklungsleiter John Chowanec nach Novato entsandte, um den zielgerichteten Abschluss des Projekts zu überwachen. Im Gegenzug für eine weitere Verlängerung der Entwicklungszeit verlangte das Unternehmen von den Mitarbeitern außerdem systematische Überstunden (sog. Crunch). Das Studio Canberra wurde derweil wieder unter der Bezeichnung 2K Australia geführt und zur Unterstützung von Bioshock Infinite des inzwischen in Irrational Games zurück benannten Studios Boston abgestellt. Da einige der Entwickler nach Novato übersiedelten, blieb ein deutlich reduziertes Team in der australischen Hauptstadt zurück. 2012 unterstützte auch Jordan Thomas zunächst Irrational Games bei der Fertigstellung von Bioshock Infinite und kehrte anschließend nicht mehr zurück. Neuer Projektverantwortlicher wurde Zak McClendon als Design Director. Weiterhin kündigte Firaxis nun seinen Strategietitel XCOM: Enemy Unknown an, der positiv aufgenommen wurde und Publisher 2K wiederum veranlasste, von 2K Marin u. a. Angleichungen an dessen Aliendesigns vorzunehmen. Am 26. April wurde das Spiel schließlich unter seinem finalen Titel The Bureau: XCOM Declassified angekündigt.
Die stilisierte Optik zog ihre Inspiration aus Fernsehserien wie Mad Men.

## Rezeption
Das Spiel wurde von der Presse gemischt bis durchschnittlich aufgenommen. Das starke Umarbeiten nach Kritik durch die Fans im Vorfeld der Entwicklung habe dem Spiel eher geschadet. Viele gute Ideen seien nicht gut umgesetzt worden: etwa die langatmigen Gespräche im Hauptquartier ohne viel spielerische Inhalte. Die Action sei zwar rasant, aber die Bewegung der Spielfigur sehr träge. Die erzählte Science-Fiction-Geschichte bleibe weitestgehend belanglos. Zwar sei der Schauplatz unverbraucht, jedoch sei die KI der Begleiter schlecht und die Missionen bleiben abwechslungsarm. Die Bedienung sei fummelig. Grafisch wirke es nicht hochwertig. Für die deutschsprachige Synchronisation konnten bekannte Sprecher engagiert werden, die die Fassung aufwerten.
2K Marin wurde durch eine umfassende Entlassungswelle de facto geschlossen, einige wenige Mitarbeiter wurden an das neu gegründete Studio von Rod Fergusson, Hangar 13, transferiert. In einem Investoren-Call 2014 bezeichnete Konzernchef Strauss Zelnick 2K Marin zwar noch als verantwortlich für die Zukunft der Bioshock-Marke, doch effektiv trat das Studio nie wieder in Erscheinung. 2019 wurde mit Cloud Chamber ein neues Studio für die Bioshock-Marke angekündigt, das von der ehemaligen Firaxis-Mitarbeiterin Kelley Gilmore in den Räumlichkeiten von 2K Marin aufgebaut wurde. 2K Australia arbeitete noch an Borderlands: The Pre-Sequel, wurde dann jedoch 2015, im Jahr nach dessen Veröffentlichung, ebenfalls geschlossen. Die Schließung wurde als großer Verlust für die australische Spieleentwicklung bezeichnet, da es sich zu diesem Zeitpunkt um das letzte verbliebene Studio gehandelt hatte, das an internationale Großproduktionen mitwirken durfte.